# Tumulus de Tossen-Kelen
Le tumulus de Tossen-Kelen (ou Tossen-Keler) est situé à Penvénan dans le département français des Côtes-d'Armor. Il pourrait s'agir d'un ancien lieu de culte.

## Localisation
Le tumulus d'origine était situé au hameau de Kergreïz à Penvénan. Menacé d'une destruction totale, les blocs formant sa périphérie ont été déplacés et remontés, dans un premier temps sur les quais du port de Tréguier, puis dans un second temps, le 25 juin 2018, dans l'enclos de la chapelle de Saint Gonval à Penvénan.

## Description
En 1958, le tumulus mesurait encore 7 m de hauteur pour un diamètre d'environ 40 m mais au moment de la fouille il avait déjà été partiellement nivelé par le propriétaire du terrain et ne mesurait plus que 3 m de hauteur pour un diamètre d'environ 60 m. De forme circulaire, la fouille de sa structure a révélé que le cairn  sous-jacent était constitué de trois grandes zones distinctes disposées en « part de gâteau ». Le quart sud-ouest recouvrait deux foyers et le quart sud-est quelques fosses. La pointe du quart sud-ouest, au centre du tumulus, s'achevait sur un mur constitué de gros blocs appareillés verticalement (1,20 m de hauteur sur 4,50 m de large). 

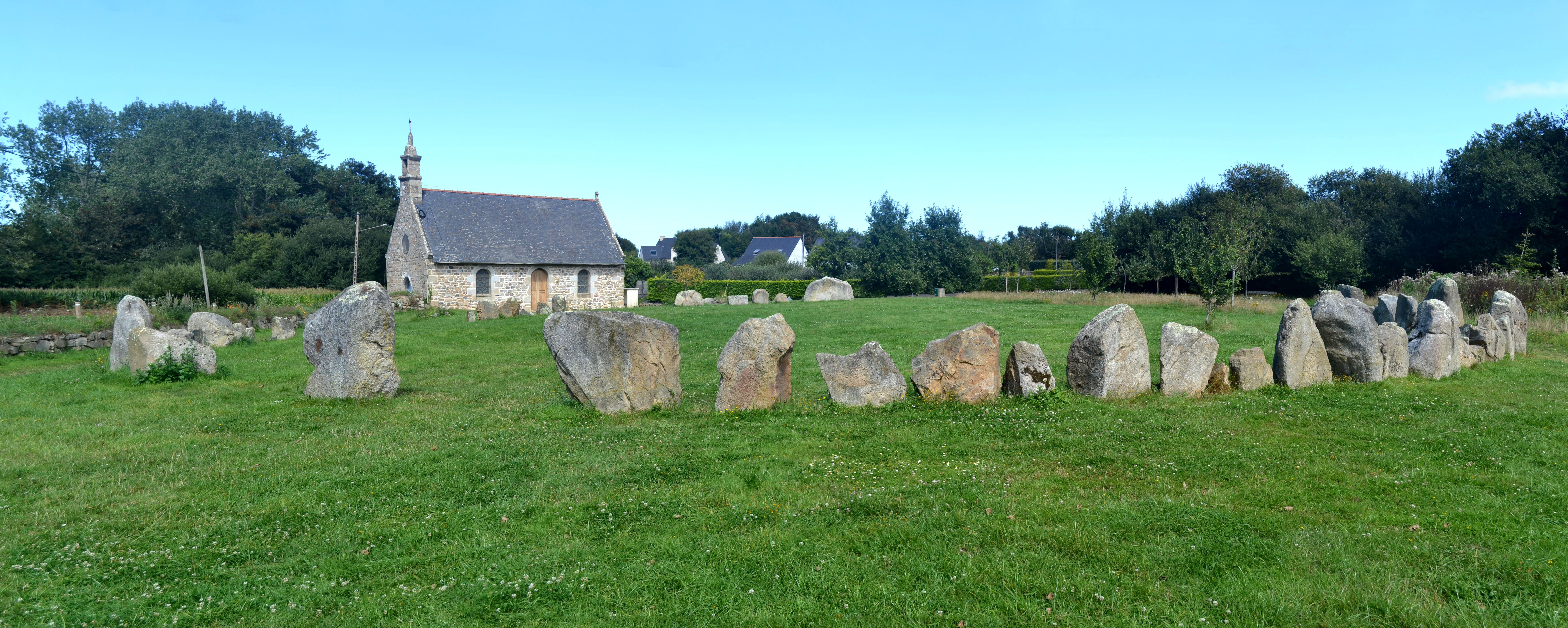
Enceinte reconstituée près de la chapelle Saint Gonval.

Le sol d'origine avait été recouvert d'une couche constituée en pierraille de granite. L'ensemble du cairn dolménique avait été recouvert d'argile local lui-même recouvert par une couche de limon loessique. Le tumulus était ceinturé par cinquante-huit blocs de pierre jointifs disposés tel un fer à cheval ouvrant à l'est. Les éléments constitutifs de ce périmètre sont très hétérogènes : de petites dalles de schiste et granite de moins d'un mètre de hauteur jusqu'à un monumental bloc de granite de 2 m de longueur sur 2,30 m de large dont le poids est estimé à 5,60 t. C'est cette enceinte de pierre qui a été reconstituée sur les quais du port de Tréguier, puis à la chapelle Saint Gonval. De petits murets en pierres sèches complétaient parfois l'espace entre deux blocs dressés.
Un grand foyer a été découvert au sud de l'enceinte entre deux pierres.

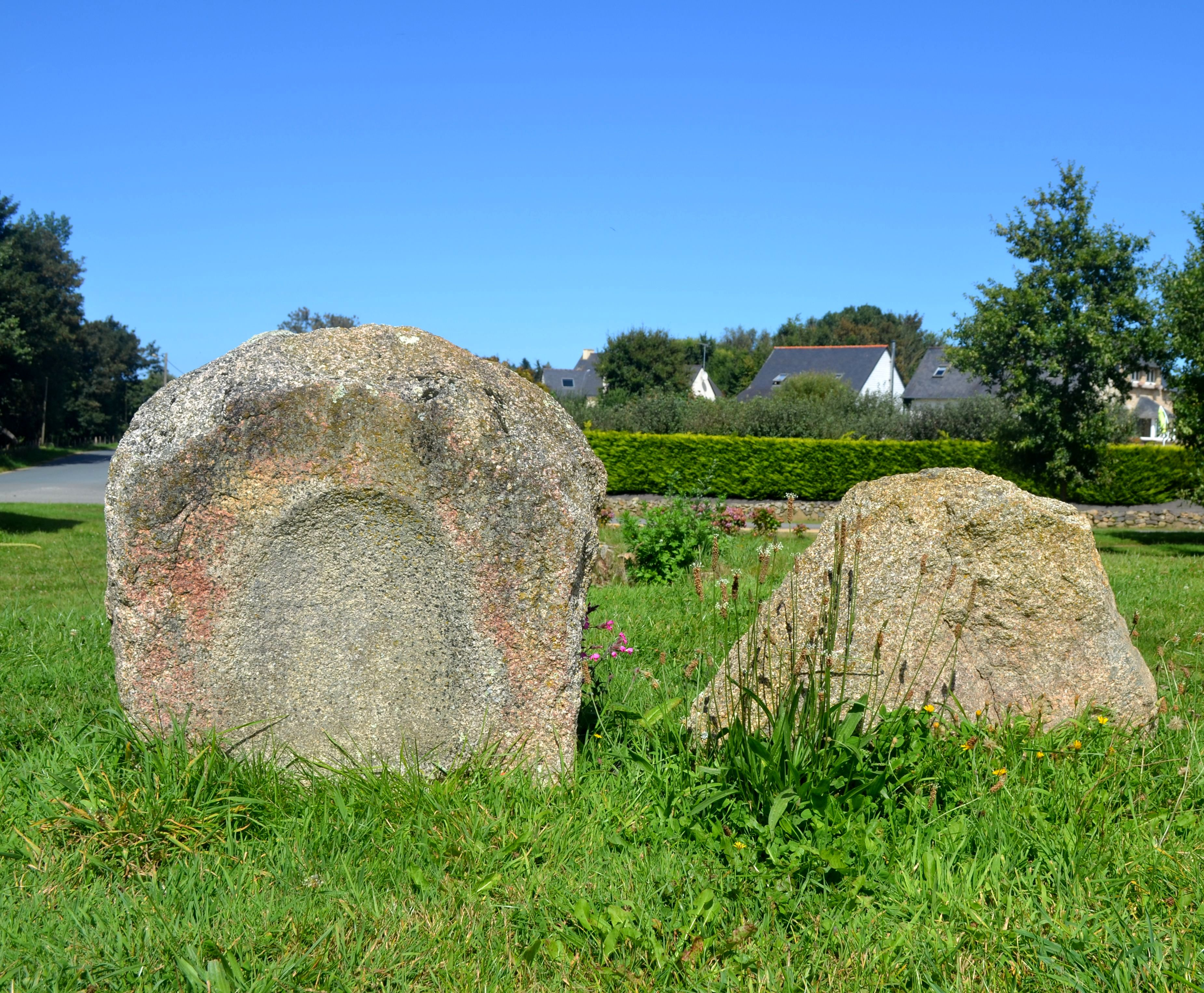
Meule dormante.

## Blocs décorés et interprétation
Parmi les blocs constituant l'enceinte, une meule dormante dénommé « bloc no 33 » (1 m de hauteur) et trois blocs décorés ont été découverts. Le bloc dit « bloc no 21 » (2 m de hauteur sur 0,40 m de largeur) comporte des lignes brisées gravées en creux par piquetage. Le bloc dit « bloc no 26 » (1,80 m de hauteur sur 0,40 m de largeur) est orné d'une hache à emmanchure recourbée en crosse, sculptée par bouchardage, disposée avec le manche en bas. Le bloc dit « bloc no 47 » (1,40 m de hauteur sur 0,60 m de largeur) est décoré d'un écusson piqueté en creux lui-aussi renversé tête en bas.
La fonction du monument n'est pas clairement identifiée. Il pourrait s'agir d'un lieu de culte qui fut recouvert d'un tertre à la fin de son utilisation.

## Datation
Aucun matériel archéologique n'a été retrouvé dans le tumulus. La datation au C14 des charbons des foyers du tumulus les attribue au Néolithique (−3 410/−2 470), tandis que le foyer périphérique a été daté de l'âge du fer.